# Toque
Pour les articles homonymes, voir Toque (équitation), Toque (football) et Toque (capoeira).
Ne doit pas être confondu avec Toquée.

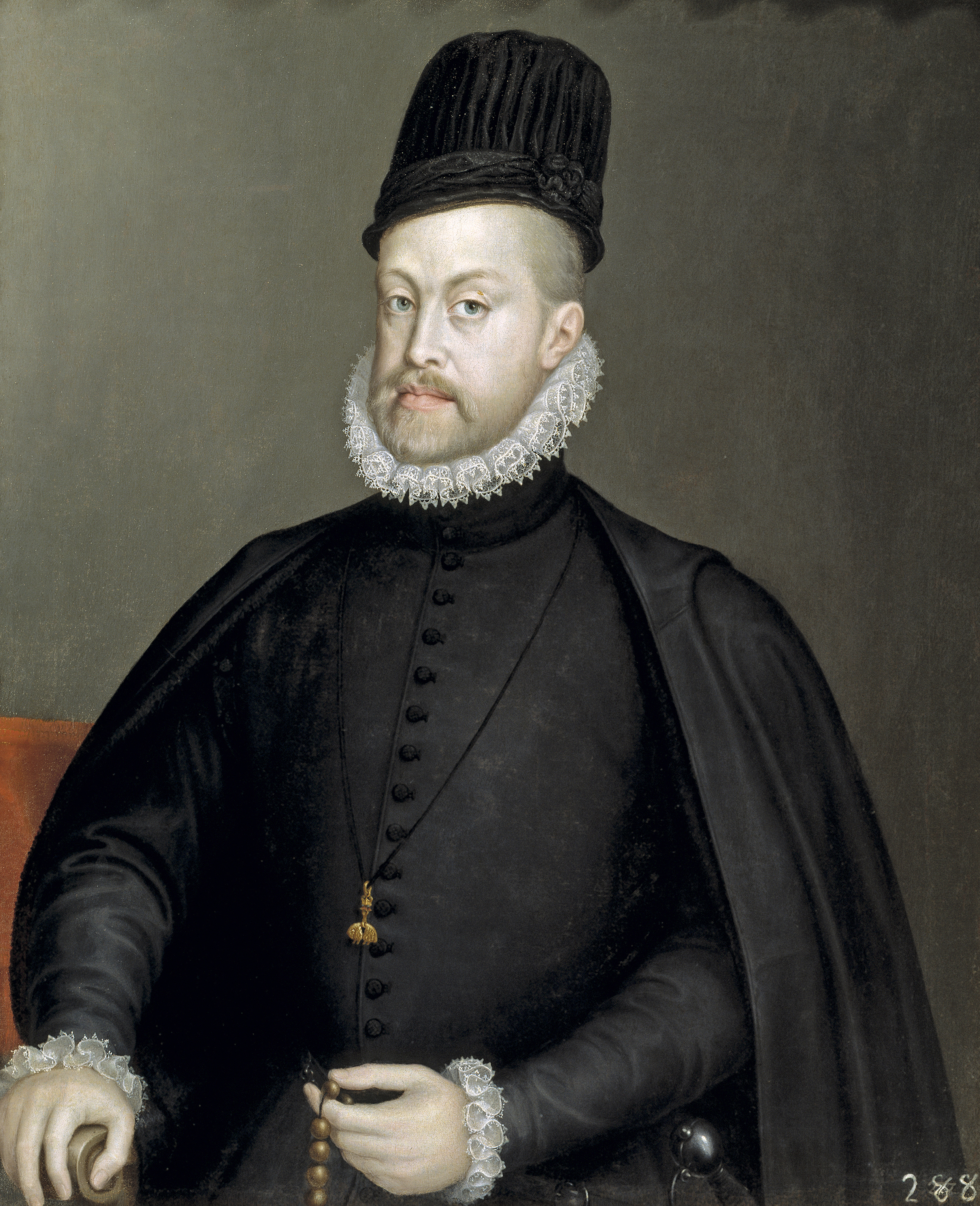
Portrait de Philippe II d'Espagne (coiffé d'une toque) par Sofonisba Anguissola, 1573 (Musée du Prado).

La toque est initialement une coiffure, dont le nom d'origine espagnole apparaît au XVe siècle. Il s'agit alors d'un bonnet cylindrique à bords relevés, de soie au XVe siècle (la toque du page) et de velours noir au XVIe siècle.

## Étymologie
Selon le Trésor de la langue française du CNRS, il s'agit d'un emprunt à l'espagnol toca, désignant une coiffure d'étoffe depuis le XIe siècle, mot lui-même d'origine incertaine, peut-être orientale (cf. l'arabe طاقية taqia signifiant « chapeau »). 

## Historique

### La toque du cuisinier

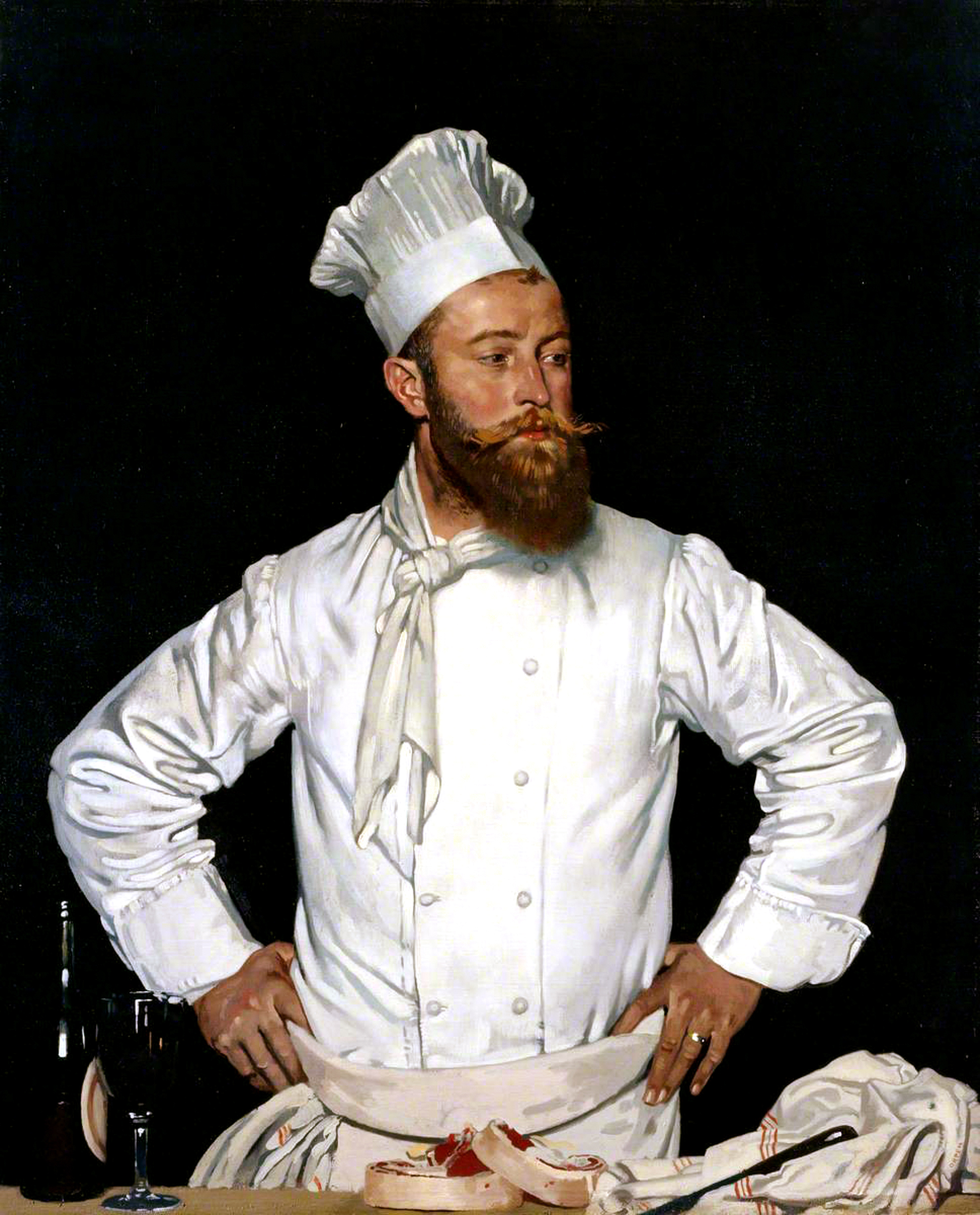
Le Chef de l’hôtel Chatham, Paris (Eugène Chester Grossriether), huile sur toile de William Orpen (1921).

En France, la toque du cuisinier est en calicot blanc, presque sans bords, monumentale, verticale et plissée. Elle est inventée en 1821 par Marie-Antoine Carême, lors de son séjour à Vienne au service de lord Charles Stewart. Auparavant, les cuisiniers portaient un bonnet de coton. Un disciple de Carême, Auguste Escoffier, choisit de créer une brigade au sein de laquelle il se distingue en portant, non plus un bonnet de coton, mais la plus haute toque blanche pour avantager sa taille et marquer son rang, ce qui devient l'apanage du chef de cuisine désormais surnommé gros bonnet.
Par mesure d'hygiène, elle est maintenant constituée de papier ou de viscose, en non-tissé et jetable.
On ne la confond pas avec le calot ou la charlotte, protégeant aussi le travail alimentaire des cheveux.
Emblématique du métier, elle désigne la distinction des pairs et sa récompense : « Un tel chef obtient la toque d'argent. »

### La toque du juge
La toque sera celle du juge[pas clair], en tissu — froncée, garnie d'une cordelière, d'un plumet ou d'un joyau, portée en panache sous Napoléon Ier, où elle connaît un  regain de faveur —, puis deviendra une coiffe d'habillement courant.
Au XXIe siècle, la toque n'est plus portée à l'audience civile ou pénale, si ce n'est au bras lors des audiences solennelles de rentrée.

### La toque de l'avocat

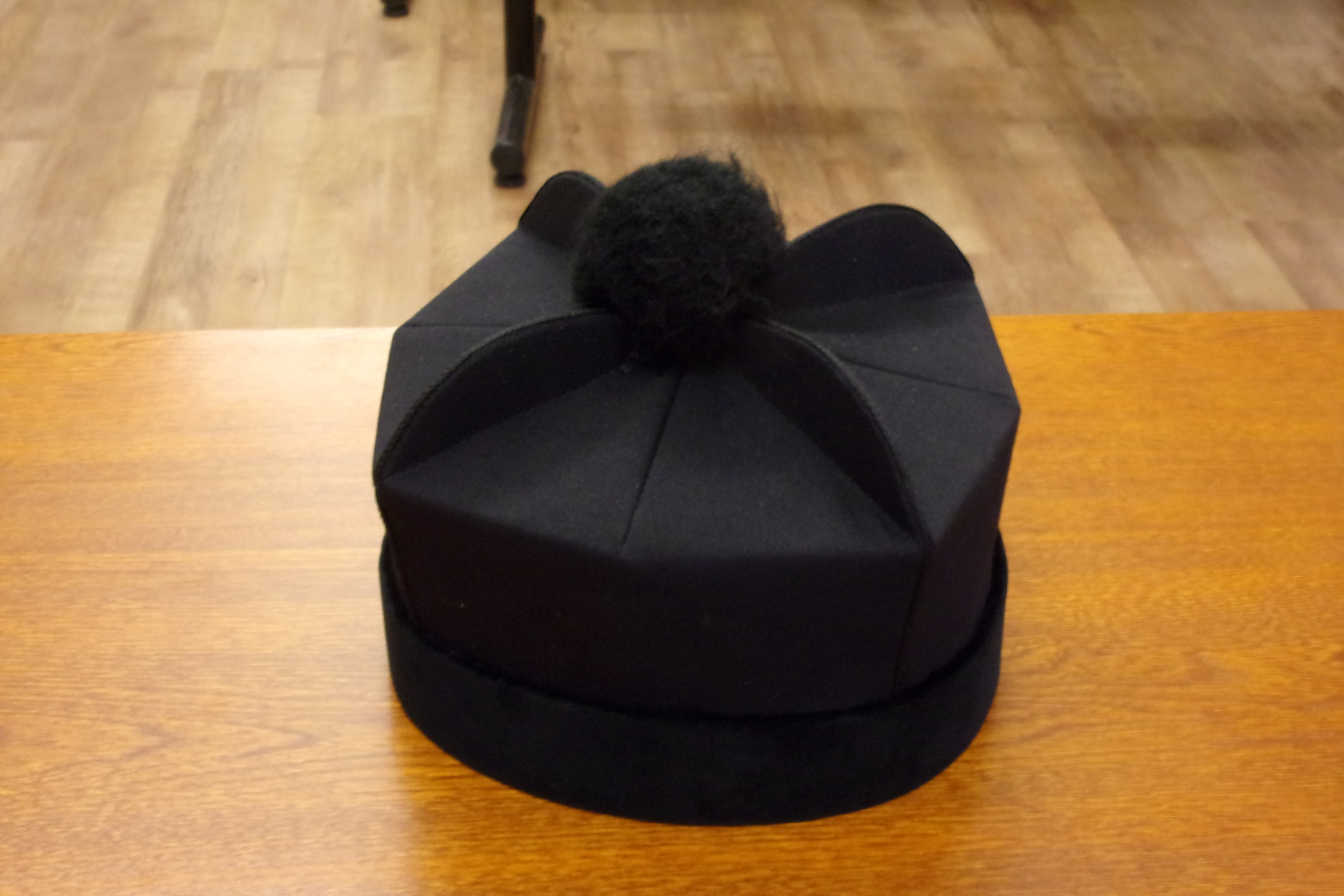
Toque d'un avocat français.
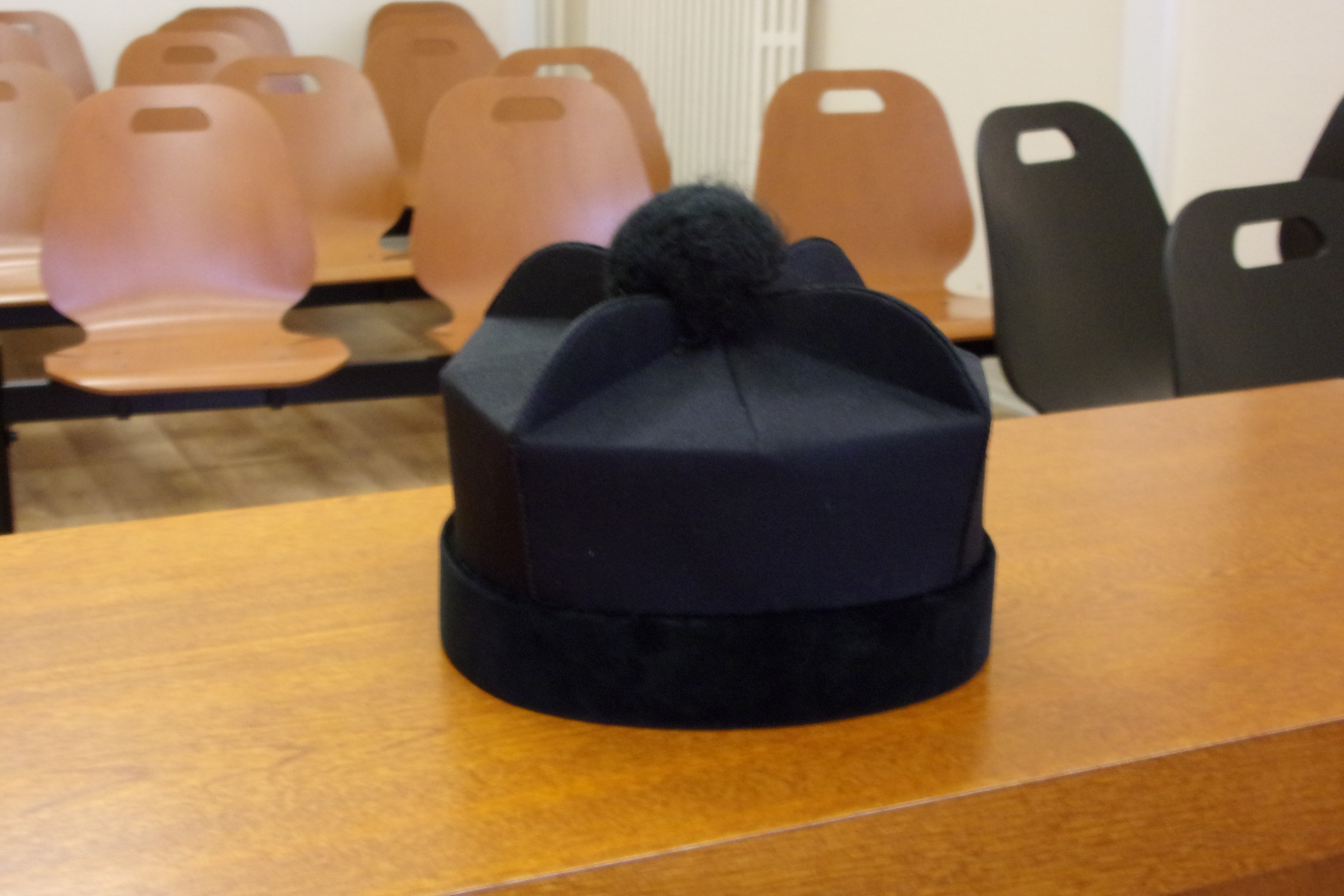
Toque d'un avocat français.

La toque de l'avocat correspondait au chapeau porté par les avocats. Auparavant, ils portaient la toque afin de plaider et de manifester un signe d'indépendance, et les cartons de toques servaient de boite aux lettres. À la fin du XIXᵉ siècle, la toque tomba en désuétude. De nos jours, elle n'est plus portée. Le nom de « toque » est resté afin de désigner le casier dans lequel l'avocat reçoit son courrier professionnel dans les locaux de l'ordre des avocats. À chaque avocat est attribué un numéro de toque.

## Galerie d'images

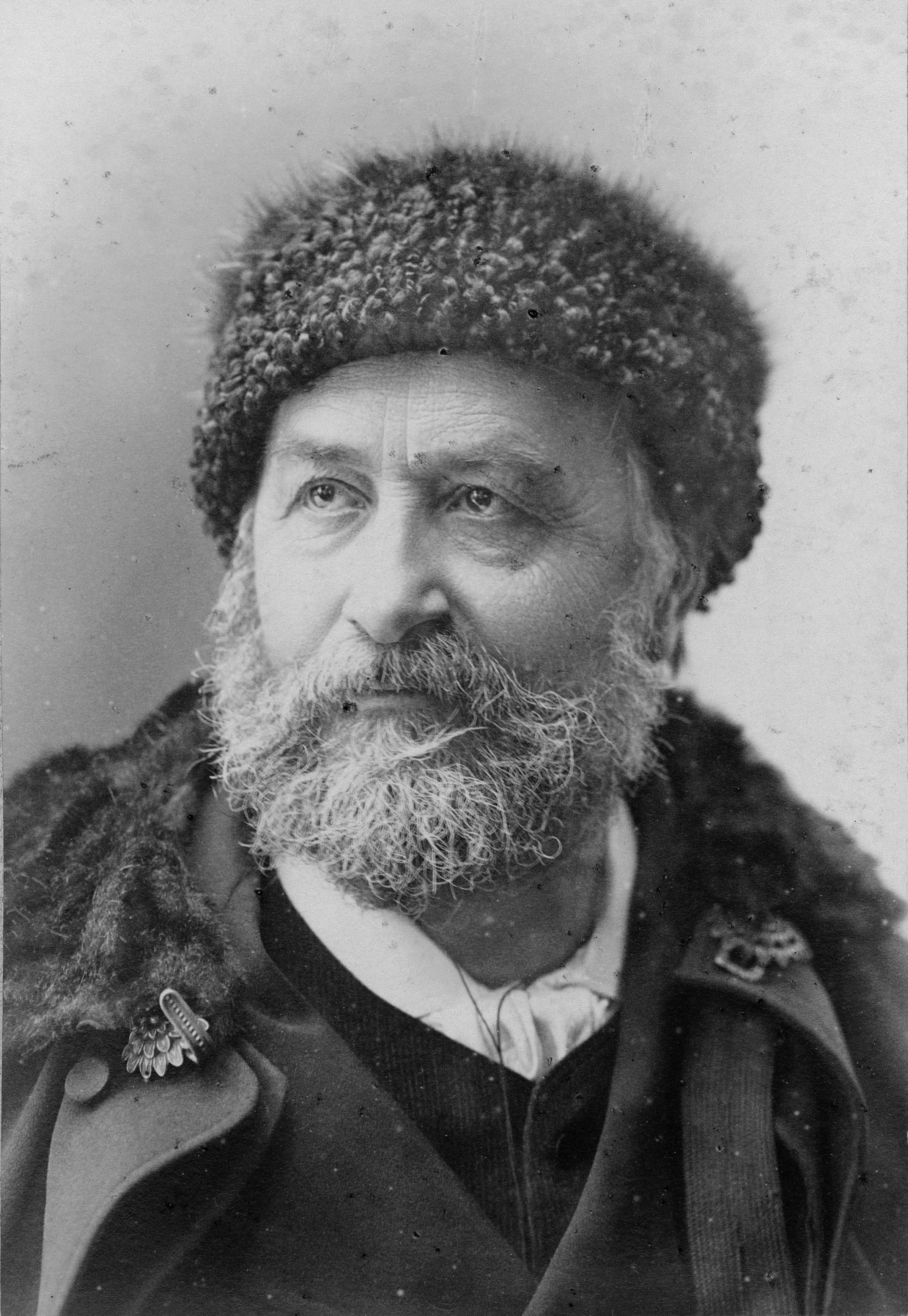
Toque (Élie Reclus)
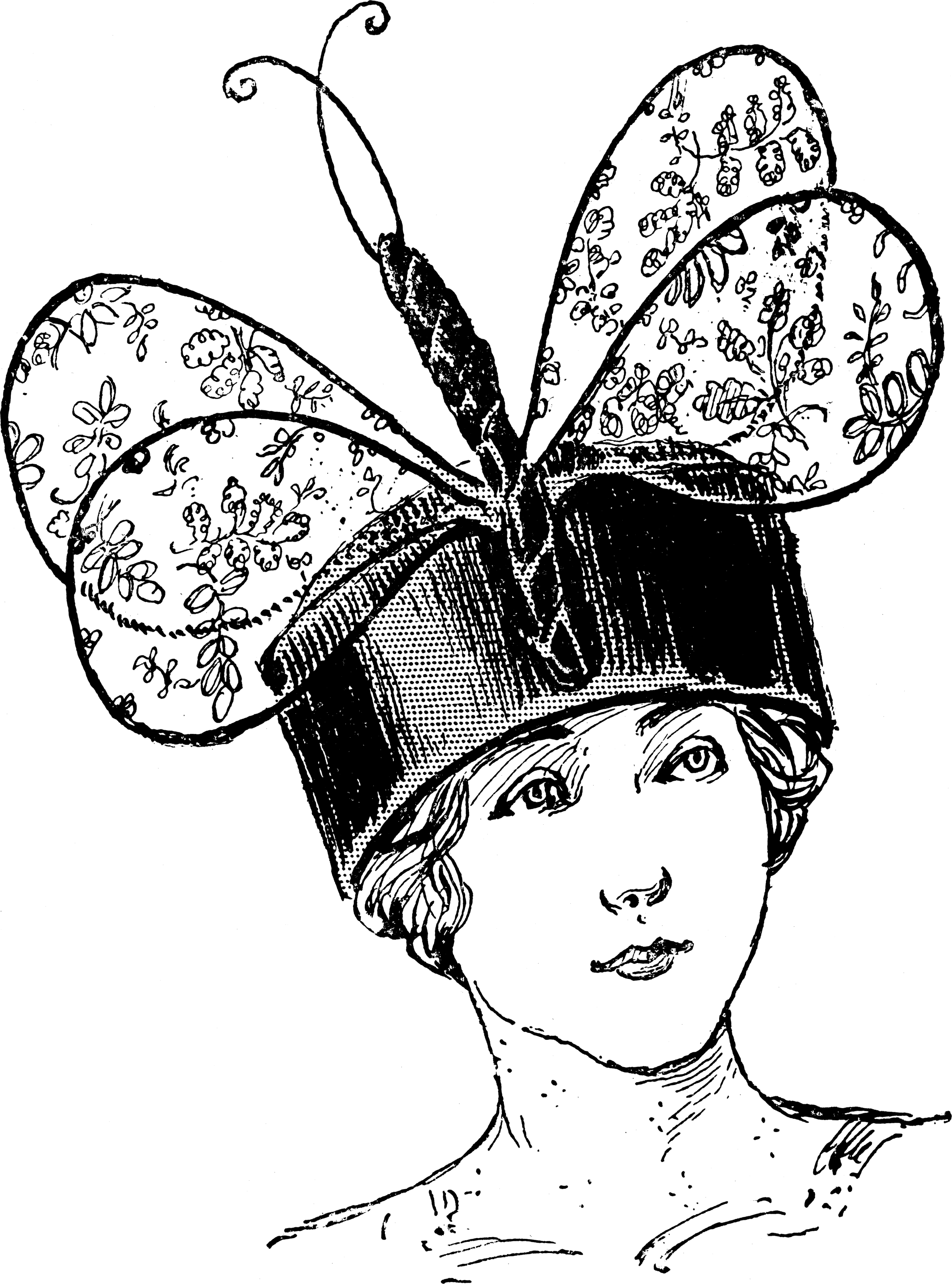
Toque féminine, en 1913.
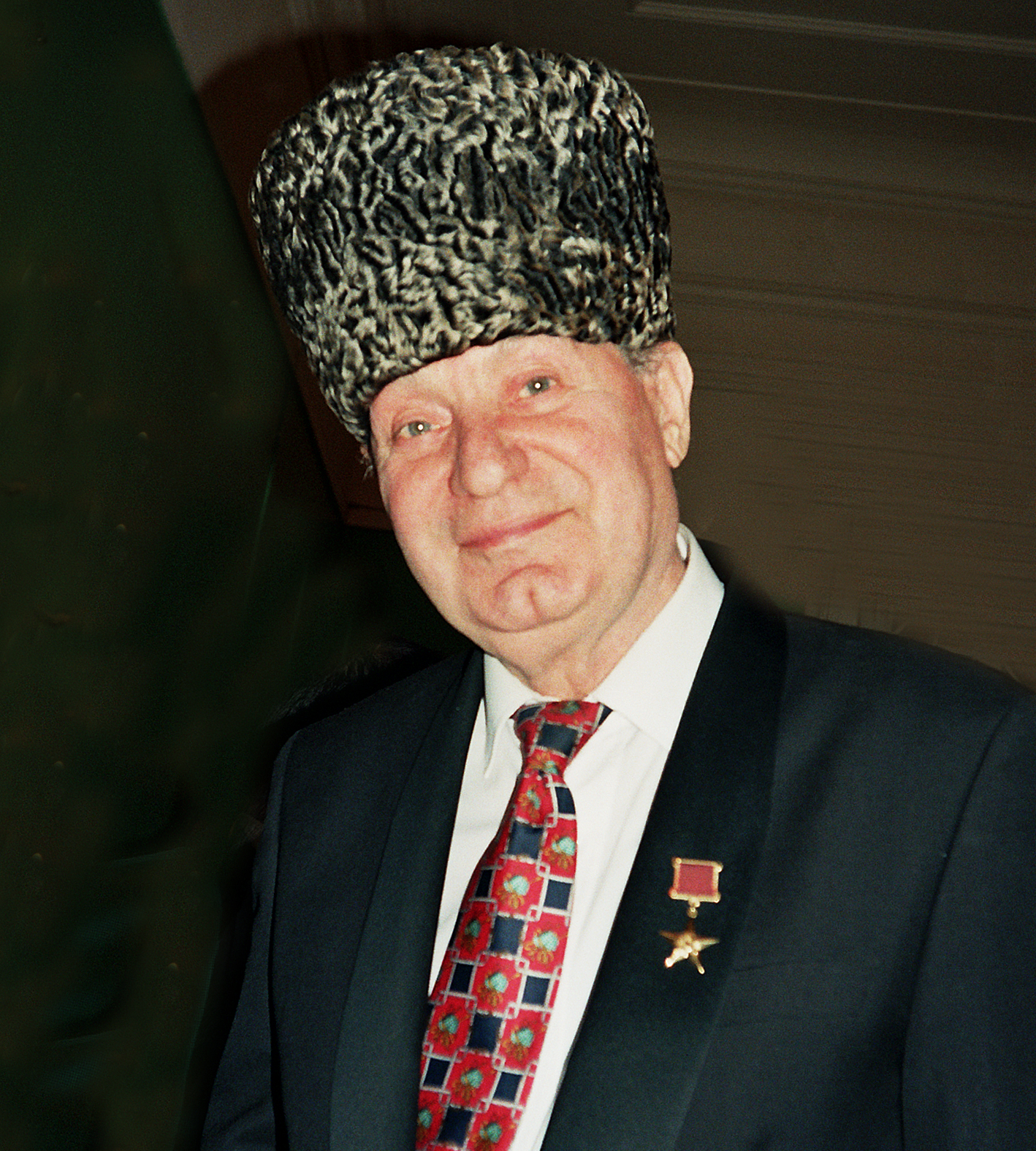
Toque en astrakhan (Makhmud Esambayev)